# Pont Honoré-Mercier
Pour les articles homonymes, voir Pont Mercier, Honoré Mercier (homonymie) et Mercier.
Le pont Honoré-Mercier est un pont routier qui relie la réserve autochtone de Kahnawake à la ville de Montréal (arrondissement LaSalle) en enjambant le fleuve Saint-Laurent et sa voie maritime. Il dessert les régions administratives de la Montérégie et de Montréal.

## Toponymie
Le pont est nommé en l'honneur d'Honoré Mercier (1840-1894), qui fut député fédéral, député provincial et premier ministre du Québec de 1887 à 1891. 

## Histoire
Avant que le pont ne soit construit un ferry assurait la traversée du fleuve Saint-Laurent.

### Le pont du Lac-Saint-Louis
Pour la première fois dans l'histoire un ouvrage important est entièrement conçu par des ingénieurs canadiens-français, tous diplômés de l’école polytechnique de Montréal (Olivier Lefebvre, Yvan Vallée, J.-A. Beauchemin, Paul Brodeur, J.-A. Brunet, Charles Tremblay, François Valiquette, Armand Léger, Robert Guay, Gérard Lacasse et Henri Lavoie). Ces derniers dessinent un pont en treillis de type Warren à tablier supérieur avec une section en arc offrant un tirant d'air suffisant au-dessus du fleuve, le tout reposant sur des piles de béton.
La construction du « pont du lac Saint-Louis », assurée par la compagnie Dominion Bridge, s'étale de novembre 1932 à l’été 1934, offrant de l'emploi à des centaines de travailleurs en période de crise. La profondeur du fleuve et la présence d'une épaisse couche de sédiments (marne glaciaire) au-dessus du roc oblige les concepteurs à utiliser des caissons pneumatiques plutôt que des batardeaux pour la construction des fondations.

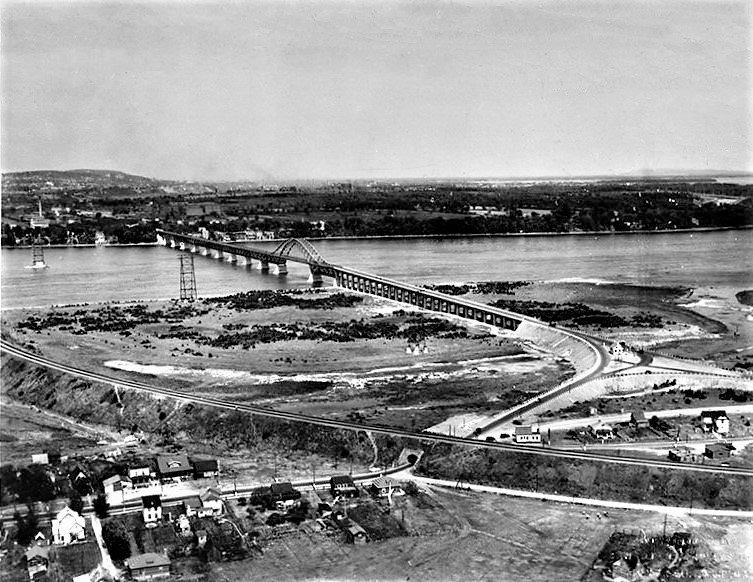
Le pont Honoré-Mercier en 1934.

Ouvert au trafic le 22 juin 1934, avec dix mois d'avance sur l'échéancier prévu, le pont est baptisé «pont Honoré-Mercier » lors de son inauguration, le 11 juillet, par le premier ministre du Québec Louis-Alexandre Taschereau. Long de 1 361,25 mètres, il devient alors le quatrième ouvrage à relier Montréal et la Rive-Sud, après les ponts Victoria (1860), Saint-Laurent (1887) et Jacques-Cartier (1930). En plus d'offrir un nouveau lien vers le Sud, il réduit de plusieurs kilomètres la distance à parcourir entre Montréal et l'État de New York. En 1942, son administration est transférée de la Corporation du pont du lac Saint-Louis au gouvernement du Québec.
Un péage de 50 ¢, réduit ensuite à 25 ¢, sera en fonction jusqu'en 1962. Les Amérindiens résidents de la réserve de Kahnawake pouvaient franchir gratuitement le pont au moyen d'un jeton avec un numéro individuel.

### Construction du deuxième pont
La construction de la voie maritime du Saint-Laurent nécessitant un tirant d'air de 35,5 mètres, la section du pont la traversant est rehaussée en 1958 par le gouvernement fédéral. Sur la Rive-Sud le pont est prolongé d'un échangeur à trois voies surélevées.
Cette nouvelle structure supporte deux voies de circulation dans chaque direction alors que le pont n'en comporte qu'une. Pour répondre aux besoins grandissants des automobilistes, un second pont identique est construit en aval du premier par le Ministère des Travaux publics du Québec, en 1963, afin de doubler le nombre de voies sur toute la longueur de l'ouvrage. Les piles du premier pont sont rénovées afin de les rendre identiques à celles du nouveau pont.

### Crise d'Oka
Du 11 juillet au 6 septembre 1990 le pont fut bloqué par la Mohawk Warrior Society de Kahnawake en soutien aux Mohawks de Kanesatake lors de la crise d'Oka, causant d'innombrables problèmes de circulation pour les résidents de la région de Châteauguay. Comme mesures compensatoires, l'estacade du pont Champlain fut ouverte aux automobilistes et une navette ferroviaire temporaire fut instaurée.

### Réfection

#### Section fédérale

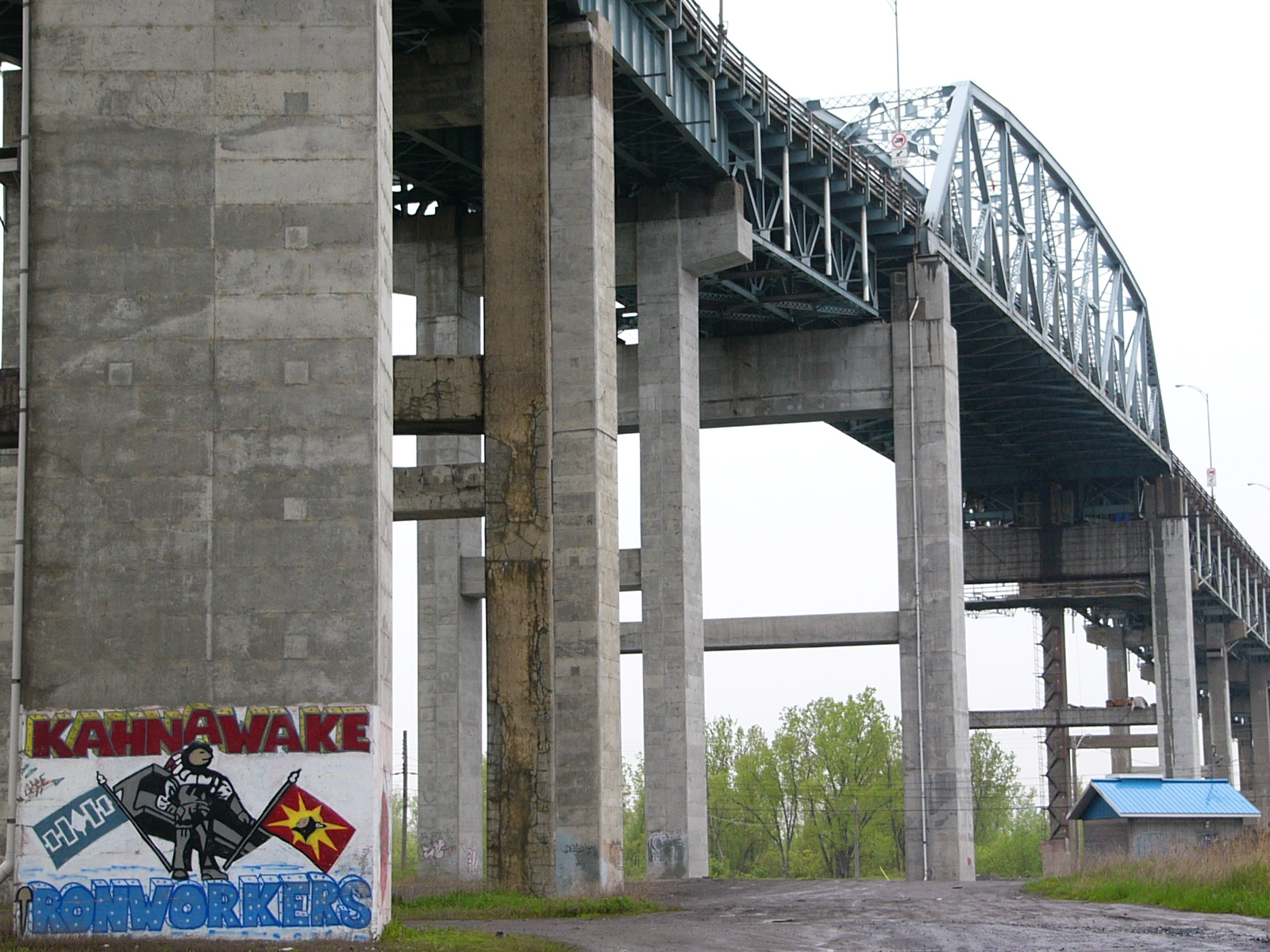
Le dessous du pont sur la rive-sud. Section passant la voie maritime.

Responsable de la partie fédérale du pont Honoré-Mercier, la société fédérale Les Ponts Jacques Cartier et Champlain Incorporée (PJCCI) a réalisé d'importants travaux de réfection de 2008 à 2016 avec pour objectif de prolonger sa durée de vie utile de 75 ans. C'est alors le plus grand projet du genre entrepris au Canada avec les Premières Nations. Il consiste en le remplacement du tablier par des éléments préfabriqués en béton, de 25 à 55 tonnes chacun, maintenus en place par des câbles de tension. Les rampes du pont sont les premières remplacées (2008-2011), puis c'est la section surplombant l'île Maline (2013-2014), la voie maritime (2015) et enfin l'interconnexion avec les rampes (2016). Ces huit années de travaux sur la partie fédérale, menés par l'entrepreneur Mohawk Bridge Consortium, se termineront fin août 2016. Au total 982 nouvelles dalles de béton ont été installées au coût de 200 millions de dollars.

#### Section provinciale
Le ministère des Transports du Québec (MTQ) prévoyait initialement de rénover la section du pont dépendant de sa juridiction en même temps et de la même manière que la section fédérale. Le 14 juin 2011, pendant les travaux préparatoires, la découverte de la détérioration excessive de dix plaques de jonction sur la section du pont datant de 1934 entraîne sa fermeture par mesure de précaution. Les éléments fautifs réparés, le pont rouvre le 6 septembre mais la corrosion de sa structure métallique est jugée trop importante pour pouvoir supporter la masse du tablier de béton prévu (57 % plus lourd) et le MTQ se retire du projet.
Les travaux de renforcement des structures existantes s’échelonneront jusqu'en 2013. En 2014, une étude approfondie est mandatée à un consortium formé des firmes BPR, Genivar et SNC-Lavalin, pour déterminer la solution optimale quant à l'avenir de la section provinciale du pont : réfection majeure ou reconstruction. En avril 2017, le gouvernement du Québec annonce la construction d'une nouvelle section en direction de la Rive-Sud de Montréal. La date du début des travaux n'est pas déterminée, mais il faudra attendre 2019, après la fin prévue de la construction du nouveau pont Champlain.

## Circulation et approches

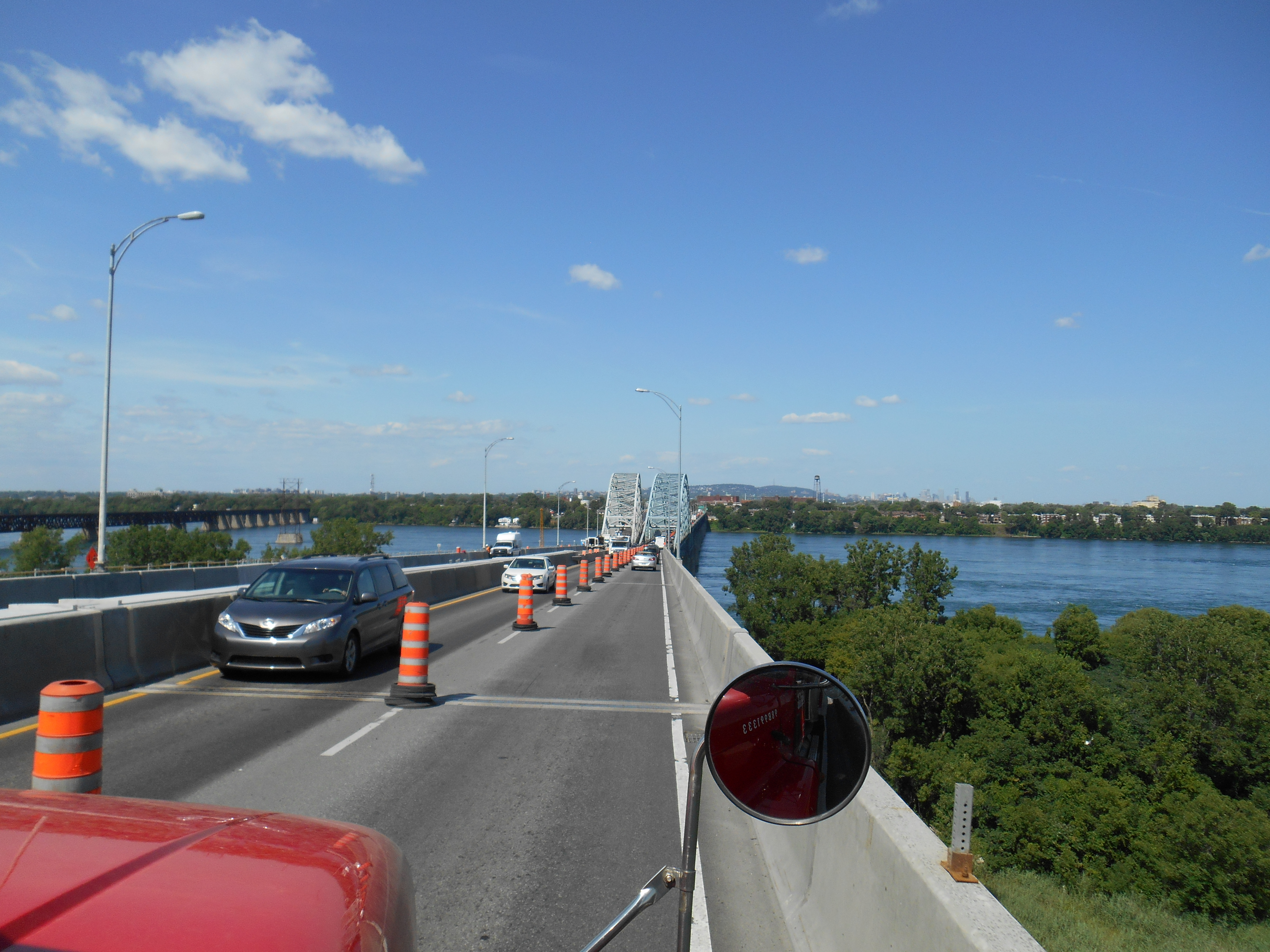
Section fédérale au-dessus de l’île Maline en réfection. Voie vers Montréal à double sens, voie vers la rive-sud fermée, 2014.

Le pont comporte quatre voies de circulation, soit deux dans chaque direction. Les voies sont séparées par un muret central pour la traversée de la Voie maritime du Saint-Laurent, puis le pont se divise en deux travées distinctes tout juste après avoir atteint le fleuve Saint-Laurent. On estime qu'en moyenne, 75 000 véhicules empruntent le pont chaque jour,, ce qui représente un total annuel de 27,5 millions de véhicules.
À son approche Sud, le pont comporte des rampes d'accès qui permettent de le relier aux routes 132 et 138 tant vers l'Ouest (vers Châteauguay) que vers l'Est (vers Sainte-Catherine et Saint-Constant). L'accès au pont par la Rive-Sud est contrôlé par des feux de circulation, afin d'équilibrer le flux de véhicules à l'heure de pointe du matin.
À son approche Nord, le pont est relié à l'autoroute 20 par un tronçon autoroutier de la route 138 de deux kilomètres comportant deux échangeurs et prenant fin à l’échangeur Saint-Pierre.

## Administration

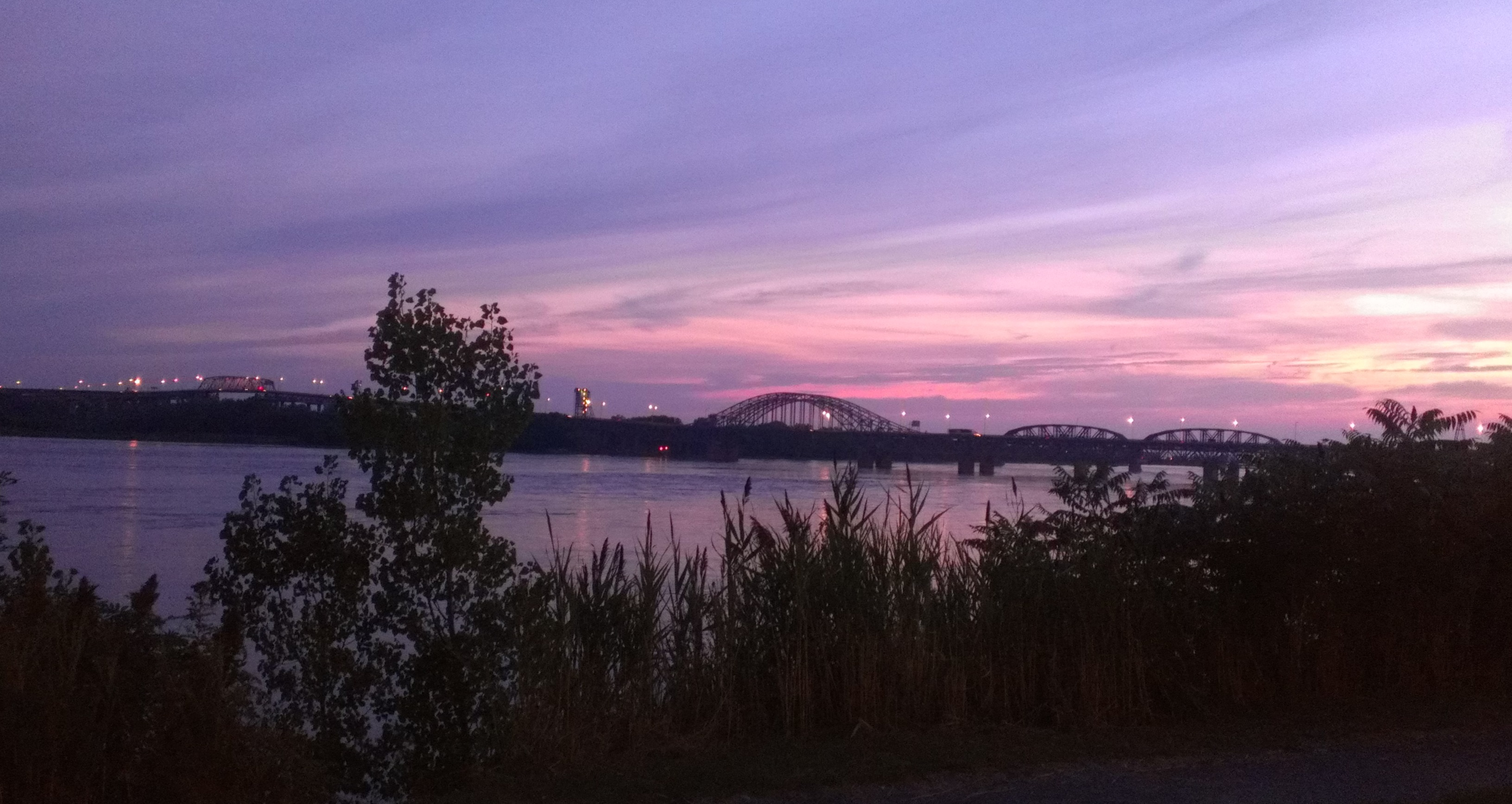
Le pont Honoré-Mercier au coucher du soleil.

Fait unique au Québec, le pont est géré à la fois par le gouvernement fédéral et par le gouvernement provincial. En effet, la partie Sud-Ouest du pont, sur 1 031 mètres, soit jusqu'au début de la partie du pont en arc (à la pile 14), est la responsabilité d'une société d'État : PJCCI. Le reste du pont (902 mètres) est la propriété du ministère des Transports du Québec, lequel est également responsable des opérations quotidiennes de l'ensemble, y compris de la partie fédérale.